# District de Tupkaragan
Le  district de Tupkaragan (en kazakh : Түпқараған ауданы) est un district de l'oblys de Manguistaou au sud-ouest du Kazakhstan.

## Géographie
Son centre administratif est la ville de Fort Chevtchenko.

## Démographie
En 2013 le district a une population de 22 835 habitants.